# Powiat de Pleszew
Le powiat de Pleszew (en polonais : powiat pleszewski) est un powiat appartenant à la voïvodie de Grande-Pologne dans le centre-ouest de la Pologne.

## Division administrative
Le powiat compte 6 communes :
- 1 commune urbaine-rurale : Pleszew ;
- 5 communes rurales : Chocz, Czermin, Dobrzyca, Gizałki et Gołuchów.